# Volubilità
Volubilità (Strangers May Kiss) è un film del 1931 diretto da George Fitzmaurice (non accreditato).

## Trama
Lisbeth si innamora del giornalista Alan e il suo fidanzato Steve, che ne è follemente innamorato, le permette di stare con altri uomini affinché sia felice.